# Salyán
Salyán (en azerí: Salyan) es una localidad de Azerbaiyán, capital del raión homónimo.
Se encuentra a una altitud de -19 m sobre el nivel del mar.

## Demografía
Según estimación 2010 contaba con 38516 habitantes.